# ناتنجه
ناتنجه (به لاتین: Nathenje) یک منطقهٔ مسکونی در مالاوی است که در بخش لیلونگوه واقع شده‌است.